# Korczew (gmina w województwie łódzkim)
Korczew (do 1953 Wojsławice) – dawna gmina wiejska istniejąca w latach 1953–1954 w woj. łódzkim. Siedzibą władz gminy był Korczew.
Gmina Korczew powstała 21 września 1953 roku w powiecie sieradzkim w województwie łódzkim, w związku z przemianowaniem gminy Wojsławice na Korczew.
Gmina została zniesiona 29 września 1954 roku wraz z reformą wprowadzającą gromady w miejsce gmin. Jednostki nie przywrócono 1 stycznia 1973 roku po reaktywowaniu gmin, a jej dawny obszar wszedł głównie w skład gminy Zduńska Wola.